# القطع باللهب
القطع باللهب (بالإنجليزية:Flame cutting), يستخدم لهب الأكسجين والأسيتيلين في إجراء عملية قطع وذلك باستعمال حراق ذي ثلاث أنابيب، واحدة توصل الأكسجين وثانية توصل وقود غازي (اسيتيلين مثلا) وبعد خلطهما بنسب معينة لتوليد لهب ذي درجة حرارة عالية تصل إلي حوالي 200 درجة مئوية، تستخدم الأنبوبة الثالثة لتوصيل مزيد من الأكسجين للتحكم في شكل اللهب وحرارته، الأكسجين الإضافي يتحد مع الحديد المنصهر ليؤكسده ويدفعه أمامه في حالة محترقة، ويستمر تغلغل اللهب في المعدن ويقطع فيه إلي أعماق كبيرة يمكن أن تصل إلي 40 سم، وتتم عملية القطع إما بطرق يدوية أو آلية وتعتبر عملية القطع باللهب من عمليات التشغيل القليلة التكاليف عالية الكفاءة.